# Şähriyar Mämmädyarov
Şähriyar Mämmädyarov (azerbajdzjanska: Şəhriyar Məmmədyarov), född 12 april 1985 i Sumgait, är en azerbajdzjansk stormästare i schack. Han vann juniorvärldsmästarskapen i schack 2003.